# Abdelghani Mouaoui
Abdelghani Mouaoui (arab. عبد الغني معاوي, ur. 22 lutego 1989) – marokański piłkarz, grający na pozycji lewego napastnika. W sezonie 2021/2022 zawodnik Mouloudii Wadżda. 

## Kariera klubowa

### Wydad Casablanca (2011–2013)
Zaczynał karierę w Wydadzie Casablanca, w tym zespole zadebiutował 21 sierpnia w meczu przeciwko IZK Khemisset, wygranym 2:0. Zagrał 26 minut. Łącznie zagrał 5 meczów.

### Olympic Safi (2013–2015)
11 stycznia 2013 roku trafił do Olympic Safi. W tym zespole zadebiutował 9 lutego w meczu przeciwko FUSowi Rabat, zremisowanym 0:0, grając 28 minut. Pierwszego gola strzelił 5 października 2013 roku w meczu przeciwko Wydadowi Fez, wygranym 1:3. Do siatki trafił w 61. minucie. Pierwszą asystę zaliczył 9 października w meczu przeciwko Wydadowi Casablanca, zremisowanym 2:2. Asystował przy golu w 81. minucie. W tym okresie gry w Safi zagrał 48 meczów, strzelił 9 goli i miał dwie asysty.

### Ittihad Tanger (2015–2017)
5 lipca 2015 roku został graczem Ittihadu Tanger. W tym zespole zadebiutował 5 września w meczu przeciwko Maghrebowi Fez, wygranym 1:0. Zagrał cały mecz. Pierwsze asysty zaliczył 11 października w meczu przeciwko FARowi Rabat, wygranym 1:2. Asystował przy golach w 7. i 45. minucie. Pierwszego gola strzelił 7 listopada w meczu przeciwko Difaâ El Jadida, zremisowanym 1:1. Do siatki trafił w 7. minucie. Łącznie w tym okresie gry w Tangerze zagrał 39 meczów, strzelił 8 goli i miał 11 asyst. 

### Emirates Club (2017–2018)
1 lipca 2017 roku trafił do Emirates Club. W emirackim zespole zadebiutował 15 września w meczu przeciwko Al-Dharfa SCC, zremisowanym 3:3. W debiucie asystował przy golu w 19. minucie i strzelił gola w 41. minucie. Łącznie zagrał 21 goli, strzelił 4 gole i miał dwie asysty. 

### FAR Rabat (2018–2019)
1 lipca 2018 roku trafił do FARu Rabat. W stołecznym zespole zadebiutował 9 września w meczu przeciwko Difaâ El Jadida, przegranym 0:1. Zagrał 82 minuty. Pierwszą asystę zaliczył 15 września w meczu przeciwko Chababowi Rif Al Hoceima, wygranym 1:4. Asystował przy golu w 22. minucie. Pierwszego gola strzelił 9 lutego 2019 roku w meczu przeciwko Chababowi Rif Al Hoceima, wygranym 3:0. Do siatki trafił w 58. minucie. Łącznie zagrał 19 meczów, strzelił gola i miał 3 asysty.

### Powrót do Safi (2019–2020)
13 września 2019 roku trafił do Olympic Safi. Ponownie w tym zespole zadebiutował 6 października w meczu przeciwko FARowi Rabat, zremisowanym 0:0, grając 13 minut. Łącznie zagrał 6 meczów i miał asystę.

### Powrót do Tangeru (2020)
5 stycznia 2020 roku wrócił do Ittihadu Tanger. Ponownie w tym klubie zadebiutował 11 stycznia w meczu przeciwko Moghrebowi Tetuan, zremisowanym 0:0, grając 82 minuty. Łącznie zagrał 14 meczów i zaliczył asystę.

### Olympique Khouribga (2021)
Od 3 listopada 2020 roku do 7 lutego 2021 roku był wolnym graczem. Wtedy trafił do Olympique Khouribga.

### Jeunesse Sportive de Soualem (2021–2022)
17 sierpnia 2021 roku dołączył do JS Soualem. W tym zespole zadebiutował 15 września w meczu przeciwko FARowi Rabat, wygranym 0:3. Zagrał 3 minuty. Łącznie zagrał 7 spotkań.

### Mouloudia Wadżda (2022–)
31 stycznia 2022 roku trafił do Mouloudii Wadżda